# 王均 (民变领袖)
王均（10世纪？—1000年），北宋益州士兵起义领袖。

## 生平
农民出身，原为益州（今四川成都）钤辖符昭寿属下的都虞候。咸平三年（1000年）元旦，戍卒赵延顺不堪上级压迫，率众杀死符昭寿，占领益州。以王均为领袖，国号大蜀，年号化顺，攻破汉州（今四川广汉），众至十余万。二月击败宋将杨怀忠，又击溃雷有终所部。九月，宋朝廷派张佶运转粮草，粮草到后，命雷有终部反攻，成都城破。王均突围至富顺，十月，自缢而死，起义失败。

## 年号
王均的年号化順（1000年正月—十月），共10个月。